# Albert Béltran
Albert Béltran Mir né le 23 octobre 1993, est un joueur de hockey sur gazon espagnol. Il évolue au poste d'attaquant au HC Klein Zwitserland et avec l'équipe nationale espagnole.
Il a participé aux Jeux olympiques d'été de 2020.

## Carrière

### Coupe du monde
- Premier tour : 2018

### Jeux olympiques
- Top 8 : 2020